# Edmulmeatus
Edmulmeatus is een geslacht van haften (Ephemeroptera) uit de familie Baetidae.

## Soorten
Het geslacht Edmulmeatus omvat de volgende soorten:
- Edmulmeatus grandis